# 31 Tauri
31 Tauri är en blå stjärna i huvudserien i Oxens stjärnbild.
31 Tau har visuell magnitud +5,77 och befinner sig på ett avstånd av ungefär 780 ljusår.